# Villa Alemana
Villa Alemana è un comune del Cile della provincia di Marga Marga nella Regione di Valparaíso. Al censimento del 2002 possedeva una popolazione di 95.623 abitanti.

## Società

### Evoluzione demografica
| Censimento del 1992 | Censimento del 2002 |
| 61.672 ab.          | 95.623 ab.          |